# William Prince
William LeRoy Prince (Nichols (New York), 26 januari 1913 – Tarrytown (New York), 8 oktober 1996) was een Amerikaans acteur.

## Biografie
Prince studeerde aan de Cornell-universiteit in Ithaca (New York), en verliet de universiteit vroegtijdig om bij een theatergezelschap in het toneelstuk The Taming of the Shrew te gaan spelen. Hierna speelde hij in nog meer theaterstukken op Broadway en off-Broadway, in voornamelijk stukken van William Shakespeare.
Prince begon in 1943 met acteren op televisie in de film The Moon Is Down. Hierna heeft hij nog meer dan 150 rollen gespeeld in films en televisieseries zoals Justice (1954–1956), The Edge of Night (1968–1969), The Stepford Wives (1975), Family Plot (1976), Remington Steele (1984–1985), Dallas (1986) en Law & Order (1992).
Prince was van 1934 tot en met 1964 getrouwd kreeg vier kinderen met haar, en in 1964 trouwde hij opnieuw. Prince overleed op 8 oktober 1996 in een ziekenhuis in Tarrytown (New York), zijn vrouw overleed in februari 2008.

## Filmografie

### Films
Selectie:
- 1993 The Portrait - als Hubert Hayden
- 1985 Fever Pitch - als Mitchell
- 1980 Bronco Billy - als Edgar Lipton
- 1977 The Gauntlet - als Blakelock
- 1977 Rollercoaster - als Quinlan
- 1976 Network - als Edward George Ruddy
- 1976 Family Plot - als Bisschop Wood
- 975 The Stepford Wives - als Ike Mazzard
- 1972 The Heartbreak Kid - als Colorado man
- 1956 The Vagabond King - als Ren de Montigny
- 1947 Carnegie Hall - als Tony Salerno jr.
- 1947 Dead Reckoning - als sergeant Johnny Drake
- 1943 The Moon Is Down (1943) – Bit Part

### Televisieseries
Selectie:
- 1988-1989 War and Remembrance – als admiraal Chester Nimitz - 2 afl.
- 1986 Dallas – als Alex Garrett - 5 afl.
- 1984-1985 Remington Steele – als Horton Earhart - 2 afl.
- 1979-1981 Quincy, M.E. – als gouverneur Dan Kanen - 3 afl.
- 1979 Starsky and Hutch – als James Marshall Gunther - 2 afl.
- 1977 The Best of Families – als Robert Wheeler - miniserie
- 1977 The Rhinemann Exchance – als Alex Spaulding - 3 afl.
- 1967-1968 The Edge of Night – als senator Benjamin Travis - 10 afl.
- 1964 Another World – als Ken Baxter - 5 afl.
- 1951-1958 Armstrong Circle Theatre – als dr. Kryslot - 10 afl.
- 1954-1956 Justice – als Richard Adams - 59 afl.
- 1954 The Mask – als Peter Guilfoyle - 2 afl.
- 1949-1953 The Philco Television Playhouse – als adoptiekind Hadrian - 6 afl.
- 1949-1951 The Ford Theatre Hour – als Mortimer Brewster - 2 afl.

## Theaterwerk opBroadway
- 1983–1984: Heartbreak House – als Mazzini Dunn
- 1983: The Man Who Had Three Arms – als The Man
- 1975: Seascape – als Charlie
- 1967–1968: The Little Foxes – als William Marshall
- 1963–1964: The Ballad of the Sad Cafe – als Henry Macy
- 1963: Strange Interlude – als Charles Masden
- 1962: Venus at Large – als Alec Grimes
- 1961–1964: Mary, Mary – als Bob McKellaway
- 1959: The Highest Tree – als Dr. Robert Leigh
- 1958–1959: Third Best Sport – als Dr. Jonas Lockwood
- 1956: Affair of Honor – als kapitein Tom Cochran
- 1951–1952: I Am a Camera – als Christopher Isherwood
- 1950: As You Like It – als Orlando
- 1949: Forward the Heart – als David Gibbs
- 1947–1948: John Loves Mary – als John Lawrence
- 1942–1943: The Eve of St. Mark – als Quizz West
- 1942: Across the Board on Tomorrow Morning and Talking Now – als Callaghan Mallory
- 1942: Guest in the House – als Dan Proctor
- 1941: Ah, Wilderness! – als Richard Miller
- 1939: King Henry IV, Part I – als John of Lancaster
- 1938–1939: Hamlet – als Page

- Biblioteca Nacional de España: XX1282121
- Bibliothèque nationale de France: cb13898686z (data)
- Gemeinsame Normdatei: 1207769606
- International Standard Name Identifier: 0000 0001 1584 4300
- Library of Congress Control Number: n86138596
- Nationale bibliotheek van Australië: 35909158
- Nationale Bibliotheek van Israël: 987007330525805171
- Istituto Centrale per il Catalogo Unico: RAVV362921
- SNAC: w67j4dzj
- Système universitaire de documentation: 078810345
- Virtual International Authority File: 197395
- WorldCat: E39PBJmhQYKX8fwkdXf88XWdQq